# Julien Sablé
Pour les articles homonymes, voir Sablé.
Julien Sablé, né le 11 septembre 1980 à Marseille, est un ancien footballeur français évoluant au poste de milieu de terrain. Brièvement entraîneur de l'AS Saint-Étienne entre novembre et décembre 2017, il est  entraîneur-adjoint de ce club entre 2021 et 2022 dans lequel il a passé une grande partie de sa carrière de joueur.

## Carrière de joueur professionnel
Pur produit du centre de formation de l'AS Saint-Étienne, Julien Sablé prend part à son premier match en équipe première le 8 mai 1998 lors de la dernière journée de Division 2 face au Lille OSC. Il commence sa carrière en Division 1 le 6 août 1999 face au FC Nantes (défaite 2-0). Avec les Verts, il participe à deux opérations de remontée en Ligue 1 et devient un des éléments clés du club stéphanois au fil des saisons au point d'être nommé capitaine au début des années 2000.

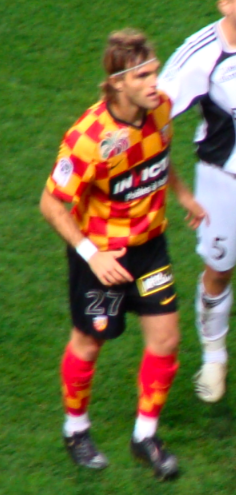
Julien Sablé sous les couleurs du Racing Club de Lens en 2008.

Le 22 juin 2007, Sablé choisit de s'engager pour quatre ans avec le Racing Club de Lens malgré l'intérêt de l'Olympique de Marseille.
Après avoir remporté la Coupe Intertoto 2007, il dispute ses premiers matchs européens sous les couleurs de Lens en Coupe UEFA. Après avoir éliminé les Young Boys de Berne (5-1 à Bollaert), Lens est toutefois éliminé au tour suivant contre le FC Copenhague, avant la phase de poules.
Le départ de Guy Roux et l'arrivée de Jean-Pierre Papin puis de Daniel Leclercq est difficile pour le joueur. Les relations avec le staff n'étant pas au mieux, Sablé n'est plus aligné. Barré par la concurrence au milieu de terrain, il retrouve les terrains en fin de saison en étant utilisé pour pallier plusieurs blessures ou des suspensions. Le club ne parvient cependant pas à se maintenir et rejoint la Ligue 2.
Placé sur la liste des transferts par les dirigeants lensois, Sablé effectue plusieurs essais dans des clubs étrangers, comme avec l'équipe anglaise de Derby County ou le club italien du Chievo Vérone, mais ne parvient pas à trouver de club lors du marché des transferts hivernal.
Il dispute quelques rencontres avec le RC Lens en 2008, avant de rejoindre l'OGC Nice en janvier 2009. Il signe un contrat de trois ans et demi pour un million d'euros et retrouve peu à peu une place de titulaire. En 2010-2011, Éric Roy le nomme capitaine mais son temps de jeu se réduit petit à petit et il perd le brassard au profit de Didier Digard durant l'été 2011.
Le 25 mai 2012, son contrat avec le club niçois n'est pas renouvelé, le nouvel entraîneur niçois Claude Puel ne jugeant pas avoir besoin de ses services. Pour la première fois depuis ses débuts professionnels, il ne suit pas de préparation d'avant saison.
Le 7 octobre 2012, le Sporting Club de Bastia annonce avoir trouvé un accord avec Sablé pour une signature jusqu'à la fin de la saison. Deux jours plus tard, il est officiellement présenté à la presse.
En mai 2013, à l'issue d'un championnat où il a trouvé du temps de jeu, son contrat est prolongé jusqu'en juin 2014. En juin 2014, il est en fin de contrat avec le Sporting Club de Bastia et décide de prendre sa retraite sportive.
En 2022, le magazine So Foot le classe dans le top 1000 des meilleurs joueurs du championnat de France, à la 562e place.

## Reconversion comme entraîneur
Après sa carrière de joueur, Julien Sablé devient éducateur des U15 de Saint-Étienne puis entraîneur de l'équipe réserve l'année suivante.
Le 2 juin 2017, il est nommé directeur du centre de formation de l'AS Saint-Étienne, en remplacement de Bernard David, parti à Auxerre.
Le 15 novembre 2017, il est nommé entraîneur de l'équipe première de l'AS Saint-Étienne, en remplacement d'Óscar García démissionnaire,. Il ne reste que six matchs à la tête des Verts sans aucune victoire, avant d'être à son tour remplacé par Jean-Louis Gasset.
En mai 2020, il obtient son Brevet d'Entraîneurs Professionnel de football (BEPF) après un an de formation menée par Franck Thivillier, Francis Gillot et Lionel Rouxel.
Le 7 décembre 2021, il est nommé entraîneur par intérim de l'AS Saint-Étienne à la suite de la mise à pied de Claude Puel. Les Verts sont alors lanterne rouge de Ligue 1 avec seulement 2 victoires en 17 matches . Pour son premier match en tant qu'entraîneur intérimaire, le 11 décembre, contre le Stade De Reims, son équipe s'incline 2-0 après avoir passé tout une mi-temps en infériorité numérique .
En décembre 2022, il est nommé entraîneur de l'équipe réserve de l'OGC Nice en remplacement de Didier Digard.
Il est nommé entraîneur adjoint de l'équipe professionnelle de l'OGC Nice en janvier 2023[réf. nécessaire].
Il est nommé en juillet 2024 directeur du centre de formation de l'OGC Nice.

## Statistiques
| Saison                | Club                  | Championnat           | Championnat | Championnat | Coupe nationale | Coupe nationale | Coupe de la Ligue | Coupe de la Ligue | Compétition(s) continentale(s) | Compétition(s) continentale(s) | Compétition(s) continentale(s) | Total | Total |
| Saison                | Club                  | Division              | M.          | B.          | M.              | B.              | M.                | B.                | Comp.                          | M.                             | B.                             | M.    | B.    |
| 1997-1998             | AS Saint-Étienne      | Division 2            | 1           | 0           | -               | -               | -                 | -                 | -                              | -                              | -                              | 1     | 0     |
| 1998-1999             | AS Saint-Étienne      | Division 2            | 29          | 0           | 2               | 0               | 1                 | 0                 | -                              | -                              | -                              | 32    | 0     |
| 1999-2000             | AS Saint-Étienne      | Division 1            | 32          | 1           | 2               | 0               | 1                 | 0                 | -                              | -                              | -                              | 35    | 1     |
| 2000-2001             | AS Saint-Étienne      | Division 1            | 31          | 0           | 2               | 1               | 2                 | 0                 | -                              | -                              | -                              | 35    | 1     |
| 2001-2002             | AS Saint-Étienne      | Division 2            | 33          | 0           | 2               | 0               | 1                 | 0                 | -                              | -                              | -                              | 36    | 0     |
| 2002-2003             | AS Saint-Étienne      | Ligue 2               | 37          | 0           | 1               | 0               | 4                 | 0                 | -                              | -                              | -                              | 42    | 0     |
| 2003-2004             | AS Saint-Étienne      | Ligue 2               | 36          | 1           | 1               | 0               | 5                 | 0                 | -                              | -                              | -                              | 42    | 1     |
| 2004-2005             | AS Saint-Étienne      | Ligue 1               | 37          | 5           | 1               | 0               | 4                 | 0                 | -                              | -                              | -                              | 42    | 5     |
| 2005-2006             | AS Saint-Étienne      | Ligue 1               | 36          | 2           | 0               | 0               | 1                 | 0                 | CI                             | 4                              | 2                              | 41    | 4     |
| 2006-2007             | AS Saint-Étienne      | Ligue 1               | 32          | 0           | 1               | 0               | 3                 | 0                 | -                              | -                              | -                              | 36    | 0     |
| Sous-total            | Sous-total            | Sous-total            | 304         | 9           | 12              | 1               | 22                | 0                 | -                              | 4                              | 2                              | 342   | 12    |
| 2007-2008             | RC Lens               | Ligue 1               | 16          | 0           | 1               | 0               | 2                 | 0                 | C3                             | 6                              | 0                              | 25    | 0     |
| 2008-2009             | RC Lens               | Ligue 2               | 12          | 0           | 1               | 0               | 3                 | 0                 | -                              | -                              | -                              | 16    | 0     |
| Sous-total            | Sous-total            | Sous-total            | 28          | 0           | 2               | 0               | 5                 | 0                 | -                              | 6                              | 0                              | 41    | 0     |
| 2008-2009             | OGC Nice              | Ligue 1               | 15          | 0           | 0               | 0               | 1                 | 0                 | -                              | -                              | -                              | 16    | 0     |
| 2009-2010             | OGC Nice              | Ligue 1               | 23          | 0           | 1               | 0               | 1                 | 0                 | -                              | -                              | -                              | 25    | 0     |
| 2010-2011             | OGC Nice              | Ligue 1               | 32          | 0           | 3               | 0               | 1                 | 0                 | -                              | -                              | -                              | 36    | 0     |
| 2011-2012             | OGC Nice              | Ligue 1               | 20          | 0           | 2               | 0               | 3                 | 0                 | -                              | -                              | -                              | 25    | 0     |
| Sous-total            | Sous-total            | Sous-total            | 90          | 0           | 6               | 0               | 6                 | 0                 | -                              | -                              | -                              | 102   | 0     |
| 2012-2013             | SC Bastia             | Ligue 1               | 21          | 0           | 1               | 0               | 2                 | 0                 | -                              | -                              | -                              | 24    | 0     |
| 2013-2014             | SC Bastia             | Ligue 1               | 23          | 0           | -               | -               | 2                 | 0                 | -                              | -                              | -                              | 25    | 0     |
| Sous-total            | Sous-total            | Sous-total            | 40          | 0           | 1               | 0               | 4                 | 0                 | -                              | -                              | -                              | 45    | 0     |
| Total sur la carrière | Total sur la carrière | Total sur la carrière | 462         | 9           | 21              | 1               | 37                | 0                 | -                              | 10                             | 2                              | 530   | 12    |

Avec 37 matchs au compteur, Julien Sablé est le seul joueur qui a participé au plus de matchs de Coupe de la Ligue.

## Palmarès

### En club
- AS Saint-Étienne
  - Champion de France de Ligue 2 en 1999 et 2004.
- RC Lens
  - Champion de France de Ligue 2 en 2009

### En sélection
- 19 sélections avec les Espoirs entre 2000 et 2002
- Vice-champion d'Europe Espoirs en 2002

### Distinctions individuelles
- Nommé dans l'équipe-type de Ligue 2 en 2004
- Joueur le plus capé de la Coupe de la Ligue française